# Odwrócona piramida

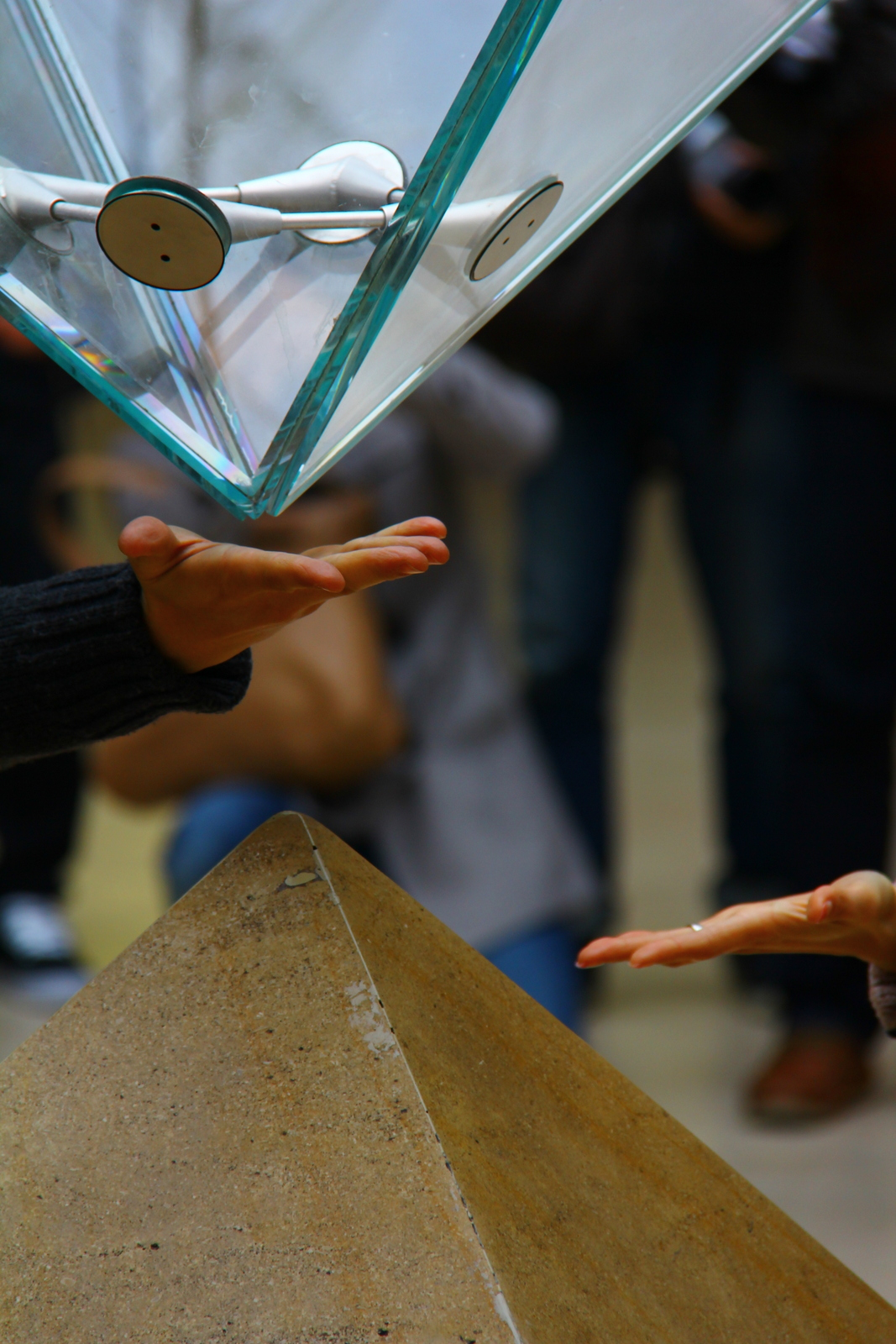
Odwrócona piramida znajdująca się w podziemnym pasażu handlowym na dziedzińcu Luwru w Paryżu.

Odwrócona piramida (fr. La Pyramide Inversée) – konstrukcja ze stali i szkła, znajdująca się w podziemnym pasażu handlowym na dziedzińcu Luwru w Paryżu. Jest odwróconą kopią głównej piramidy na dziedzińcu pałacu. Podstawa piramidy, zwrócona ku górze, zlokalizowana jest na środku wysepki ronda na dziedzińcu Luwru.
Masa piramidy wynosi 30 ton. Jej wierzchołek zawieszony jest około 140 cm nad ziemią, a pod nim znajduje się mała piramida kamienna. Wierzchołki piramid prawie dotykają do siebie. Tafle szklane o grubości 3 cm łatwo rozszczepiają światło słoneczne dając tęczowe refleksy na posadzce.
Jednym z głównych projektantów piramidy jest Ieoh Ming Pei. Ukończono ją w 1993 roku.
W powieści Kod Leonarda da Vinci odwrócona piramida odgrywa kluczową rolę - jest symbolem kobiecości, zaś mała piramidka pod spodem - wierzchołkiem dużej piramidy, w której znajduje się tajne pomieszczenie z sarkofagiem św. Marii Magdaleny. Jest to fikcja literacka, a mała piramidka jest regularnie przenoszona podczas sprzątania za pomocą specjalnego wózka.